# Bolboschoenus glaucus
Bolboschoenus glaucus là một loài thực vật có hoa trong họ Cói. Loài này được (Lam.) S.G.Sm. mô tả khoa học đầu tiên năm 1995.